# Popowo (powiat grajewski)
Popowo – wieś w Polsce położona w województwie podlaskim, w powiecie grajewskim, w gminie Grajewo.
Prywatna wieś szlachecka Popowo-Pruskiestany położona była w drugiej połowie XVI wieku w powiecie wąsoskim ziemi wiskiej województwa mazowieckiego. W latach 1975–1998 miejscowość należała administracyjnie do województwa łomżyńskiego.
W Popowie znajduje się świetlica wiejska oraz stadion piłkarski.
Wierni kościoła rzymskokatolickiego należą do parafii św. Jana Pawła II Papieża w Grajewie.